# Саид Найдени
Ислам Саид Найдени, известен като Ходжа Вока (на албански: Islam Said Najdeni, Hoxhe Voka), е виден албански възрожденец, просветен и религиозен деец.

## Биография
Найдени е роден в 1864 година в големия западномакедонски град Дебър, тогава в Османската империя, днес в Северна Македония. Основно и средно образование завършва в Дебър, след което учи в Хайдар медресе в Истанбул, което завършва в 1888 година. В Истанбул върху Найдени оказват силно влияние албанският просветител Наим Фрашъри, както и други дейци на Албанското възраждане. При завръщането си в Дебър Найдени отваря първото албанско училище в града, което макар и затворено след една година оказва силно слияние върху оформянето на албанско национално съзнание в Дебърско.
В 1893 година Найдени отново отваря училището въпреки големите спънки, създавани от властите. В 1895 година заминава за Истанбул за среща с други албански лидери, но е арестуван и затворене в затвора Едресе заедно с Хаджи Зека, Хамди Охри, Ибрахим Митровица и други албански дейци. След освобождението си пътува из албанските земи както и в България, Италия и Румъния. При престоя си в Скопие отново е арестуван, но е пуснат след ходатайство на негови приятели. В 1900 година Найдени отваря училището си в Дебър за трети път. Найдени участва в албанската Печка лига в 1899 година.
Найдени публикува два основни труда с латинска азбука. Първият „Религиозни наставления за мюсюлмани“ (Ferrefenjesja e Muslimaneve) е публикуван в София в 1900 година, а вторият - „Албански буквар на гегски диалект“ (Abetare e gjuhes shqipe nder te fole gegerisht) е публикуван анонимно в София в 1900 г.